# Curierul Național
Curierul Național este un ziar generalist din România înființat de Valentin Păunescu și Adrian Sârbu, alături de alți cinci acționari, printre care se numărau George Constantin Păunescu și Sergiu Nicolaescu. Primul număr a apărut la București în ziua de 5 decembrie 1990, cu Horia Alexandrescu în funcția de director general.
Din colectivul redacțional făceau parte Constantin Drăgan, Răzvan Bărbulescu, Dan Dumitrescu, iar responsabili de secțiuni erau Adrian Vasilescu, Alexandru Stroe sau Cristian Teodorescu.
Printre colaboratori se regăseau Fănuș Neagu, Beatrice Buzea, Florin Condurățeanu, Ralu Filip sau Nicolae Truță.
În anii '90, în cadrul redacției publicației s-au format nume importante ale presei românești, precum Radu Soviani, Eugen Ovidiu Chirovici, Dan Diaconescu sau Marius Tucă.
Din 2005 Curierul Național s-a poziționat ca un ziar cu specific economic și a trecut la un nou layout specific acestu gen de publicații. Sigla a fost modificată din poștalionul original într-un logo simplu, format doar din litere fără nici un element grafic.
De la numărul 7576, publicat în 16 februarie 2018, Curierul Național a revenit la vechea siglă, poștalionul fiind restilizat și utlilizat în toate paginile ediției tipărite. De asemenea, publicația începe să își recontureze și politica editorială, publicând săptămânal interviuri și materiale cu oameni de afaceri sau reprezentanți ai patronatelor din diverse industrii.
Începând cu 4 septembrie 2018, Curierul Național a lansat noul portal, un upgrade al vechii versiuni a site-ului. Ediția tipărită apare continuu de peste 30 de ani și are 12 pagini, full color. Curierul Național este singura publicație din România membru fondator al Belt and Road Economic Information Partnership.